# Бундесліга (хокей)
Бундесліга (нім. Eishockey-Bundesliga) — елітна хокейна ліга чемпіонату Німеччини з хокею, заснована у 1958 році, реорганізована у 1994 році (було зіграно 36 сезонів). Правонаступником Бундесліги стала у сезоні 1994/95 Німецька хокейна ліга.

## Історія

### Перші роки (1958— 1961)
У 1958 році Бундесліга стала правонаступником Оберліги вищого дивізіону з хокею Федеративної Республіки Німеччини. Першим чемпіоном став ХК «Фюссен», який домінував в лізі, вигравши до 1973 року дев'ять чемпіонатів. Клуб з Баварії почав втрачати позиції в середині 70-х років в зв'язку з посиленням таких клубів, як, наприклад, ХК «Кельн», «Дюссельдорф» ЕГ або «Маннхаймер ЕРК».

### Розширення і зміна регламенту (1961— 1979)
Бундесліга від самого початку налічувала вісім клубів, які грали в два кола, цей регламент змінили в наступних сезонах, а також збільшили число команд. З сезону 1961/62 проводився груповий турнір, як заключний етап чемпіонату, його виграв ХК «Бад Тельц». У 1965 році ліга була збільшена з восьми до десяти команд. Для зниження вартості проїзду та витрат клубів з сезону 1966/67 в Бундеслізі запровадили два етапи. По п'ять клубів грали в двох групах Південній групі та Західній. Найкращі клуби з цих груп розіграли звання чемпіона Німеччини, ним став «Дюссельдорф» ЕГ. У 1968 році число учасників було розширено знову, таким чином, вперше з моменту заснування Бундеслізі брали участь дванадцять команд. У наступному році Хокейний союз Німеччини (заснований в 1963 році) взяв на себе керівництво Бундеслігою.

### Система плей-оф (1979— 1990)
У сезоні 1979/80 ліга отримала новий формат, на першому етапі 12 клубів грають в два кола, на другому етапі клуби поділили на три групи (очки першого етапу зберігають), на третьому етапі найкраща вісімка розіграли нагороди першості, чемпіоном Німеччини став «Маннхаймер ЕРК». Новий формат чемпіонату виправдав сподівання вболівальників, інтрига зберігалася до останнього ігрового дня; чемпіон і аутсайдер визначились в кінці сезону. Правда така формула викликала серйозні сумніви в справедливості спортивного результату. Це було особливо очевидним для СК Ріссерзеє, який протягом перших двох етапів був лідером чемпіонату та зрештою у фінальному турнірі опустився на третє місце. Формат змагань у наступному сезоні змінився. У сезоні 1980/81 ввели північно-американську систему плей-оф для виявлення переможця. Чемпіоном став невдаха минулого сезону СК «Ріссерзеє». 
Сезон 1980/81 років запам'ятався скандалом з паспортами іноземних гравців, котрі мали підроблені німецькі паспорти, які надавали право обійти ліміт легіонерів. Від скандалу постраждали два клуби Бундесліги: СК «Дуйсбург» та дворазовий чемпіон Німеччини ХК «Кельн». Для обох команд у всіх матчах, де брали участь іноземні гравці, були зараховані поразки з рахунком 0:5. Для СК «Дуйсбург», це означало виліт з вищого дивізіону, Кельн зачепився за рятівне місце і зберіг прописку в Бундеслізі. Після цього випадку ХК «Кельн» з 1984 виграв чотири титули чемпіонів.

### Возз'єднання Німеччини (сезони 1990— 1994)
Після возз'єднання Німеччини, два клуби колишньої НДР СК «Динамо» (Берлін) та СК «Динамо» (Вайсвассер) приєднались до хокейної ліги, яка була розширена до дванадцяти команд. Найуспішнішим клубом на початку 90-х був «Дюссельдорф» ЕГ, який виграв три з чотирьох чемпіонських титулів Бундесліги. Останнім чемпіоном Бундесліги став мюнхенський клуб ЕС Хедос.
Фінансове становище багатьох клубів на початку 90-х було ненайкращим, клуби закликали до запровадження нової професійної ліги, за модель взяли НХЛ. Ці нововведення повинні стати найкращою рекламою хокею в країні та створити фінансову привабливість ліги. Після закінчення сезону були проведенні відповідні переговори та вирішено утворити Німецьку хокейну лігу, яка буде складатись з 18 клубів та замінить Бундеслігу.

## Чемпіони Бундесліги
| Рік  | Чемпіон          |
| ---- | ---------------- |
| 1959 | «Фюссен»         |
| 1960 | СК Ріссерзеє     |
| 1961 | «Фюссен»         |
| 1962 | «Бад Тельц»      |
| 1963 | «Фюссен»         |
| 1964 | «Фюссен»         |
| 1965 | «Фюссен»         |
| 1966 | «Бад Тельц»      |
| 1967 | Дюссельдорф ЕГ   |
| 1968 | «Фюссен»         |
| 1969 | «Фюссен»         |
| 1970 | «Ландсгут»       |
| 1971 | «Фюссен»         |
| 1972 | Дюссельдорф ЕГ   |
| 1973 | «Фюссен»         |
| 1974 | СК Берлін        |
| 1975 | Дюссельдорф ЕГ   |
| 1976 | СК Берлін        |
| 1977 | «Кельн»          |
| 1978 | СК «Ріссерзеє»   |
| 1979 | «Кельн»          |
| 1980 | «Маннхаймер ЕРК» |
| 1981 | СК «Ріссерзеє»   |
| 1982 | «Розенгайм»      |
| 1983 | «Ландсгут»       |
| 1984 | «Кельн»          |
| 1985 | «Розенгайм»      |
| 1986 | «Кельн»          |
| 1987 | «Кельн»          |
| 1988 | «Кельн»          |
| 1989 | «Розенгайм»      |
| 1990 | Дюссельдорф ЕГ   |
| 1991 | Дюссельдорф ЕГ   |
| 1992 | Дюссельдорф ЕГ   |
| 1993 | Дюссельдорф ЕГ   |
| 1994 | ЕС Хедос         |